# The Great Otis Redding Sings Soul Ballads
The Great Otis Redding Sings Soul Ballads is een album uit 1965 van de Amerikaanse Soulartiest Otis Redding.  Het is zijn tweede album en is de opvolger van Pain in My Heart. 

## Tracks
1. "That's How Strong My Love Is" - 2:22 - (Roosevelt Jamison)
2. "Chained and Bound" - 2:30 - (Otis Redding)
3. "A Woman, a Lover, a Friend" - 2:45 - (Sidney Wyche)
4. "Nothing Can Change This Love" - 2:15 - (Sam Cooke)
5. "It's Too Late" - 3:10 - (Chuck Willis)
6. "For Your Precious Love'" - 2:45 - (Arthur Brooks)
7. "I Want to Thank You" - 2:30 - (Otis Redding)
8. "Come to Me" - 2:05 - (Otis Redding)
9. "Home in Your Heart" - 2:25 - (Otis Blackwell, Winfield Scott)
10. "Keep Your Arms Around Me" - 2:30 - (Obie McClinton)
11. "Mr. Pitiful" - 2:35 - (Steve Cropper, Otis Redding)